# Ansitz Gerstburg

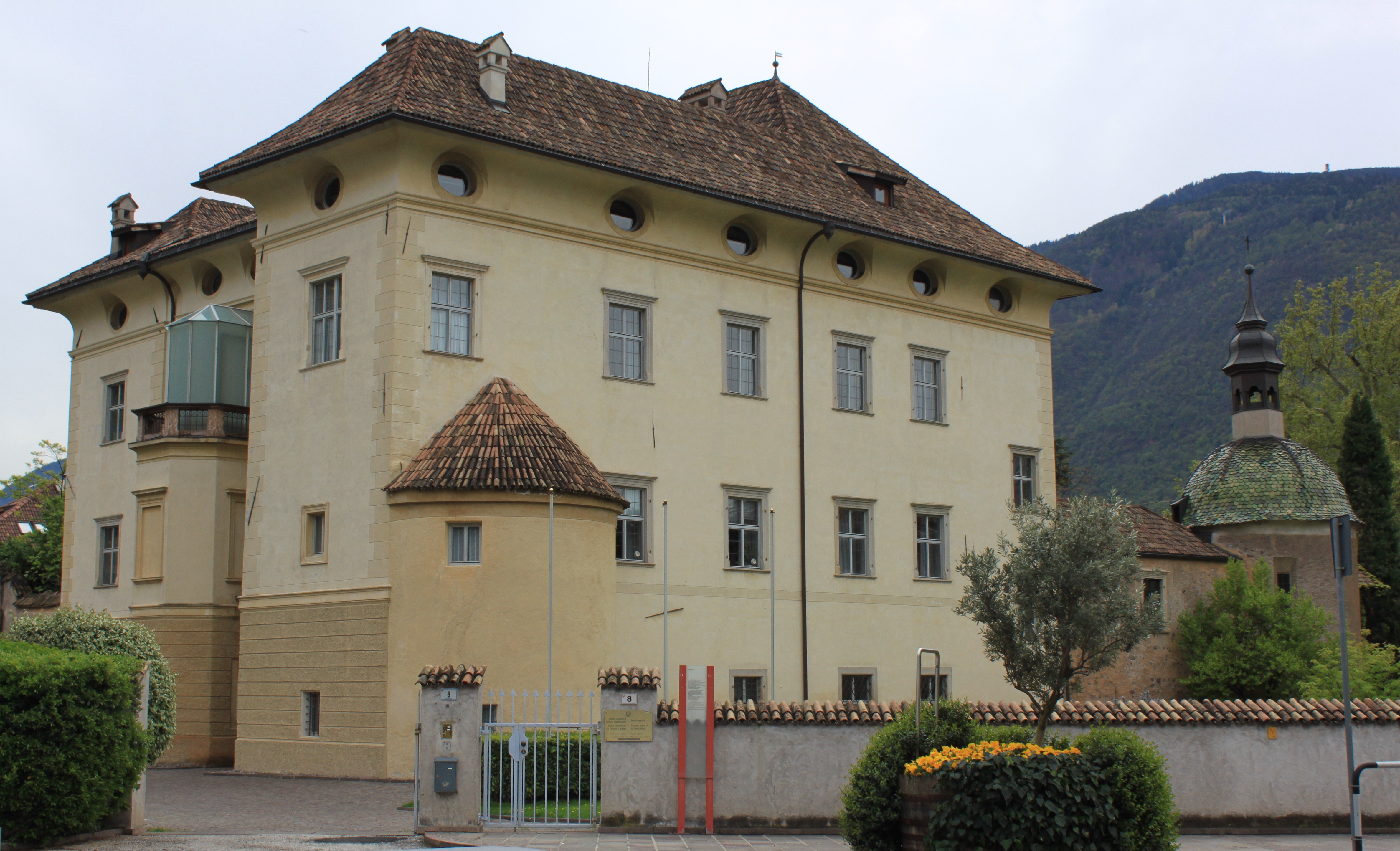
Der Ansitz Gerstburg (Nordwestansicht)

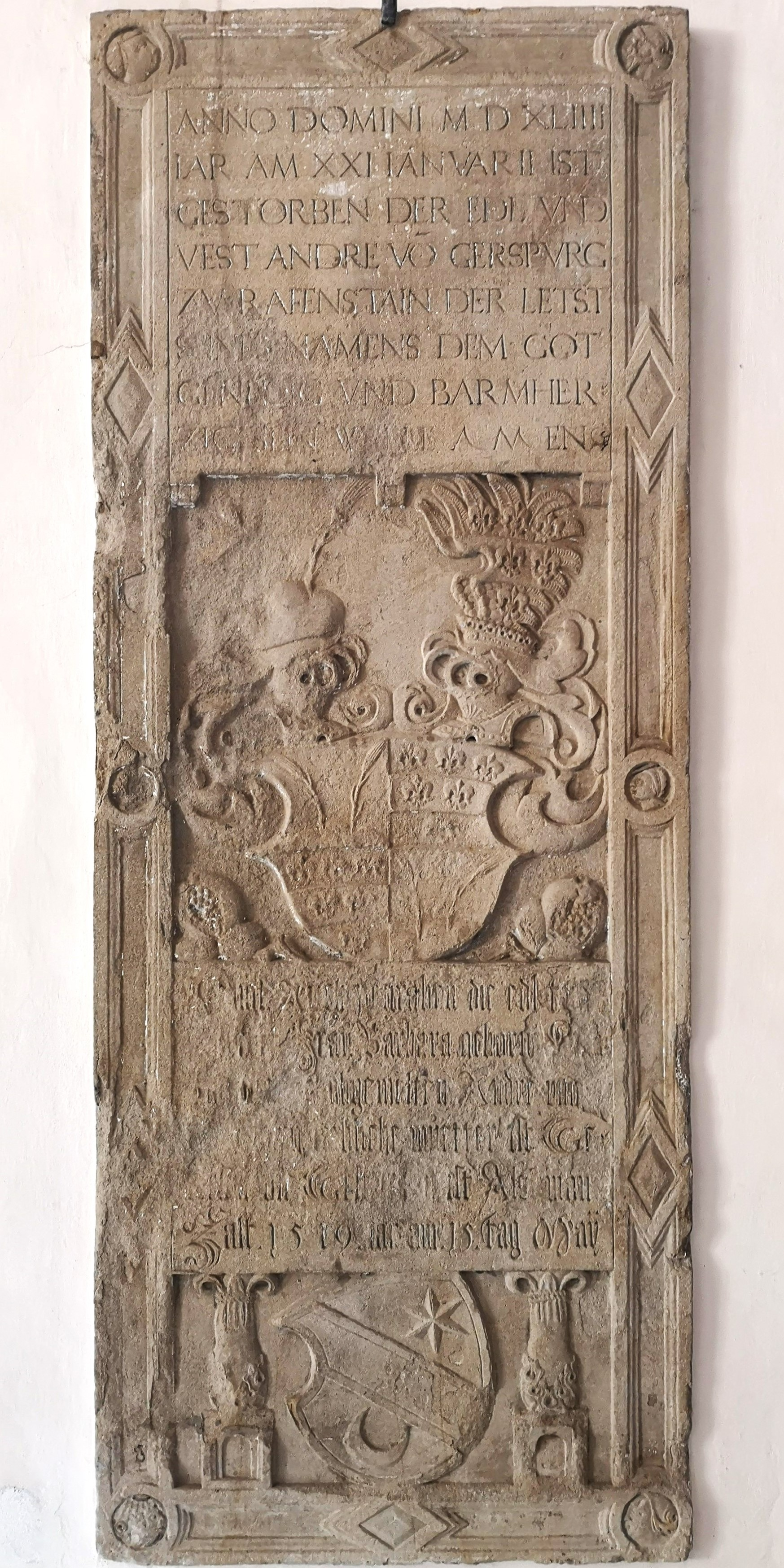
Grabplatte Andre von Gerstburg zu Rafenstein in der Bozner Franziskanerkirche, 1544

Der Ansitz Gerstburg ist ein Edelsitz in Bozen und wird als Standort des Verwaltungsgerichts genutzt. Er befindet sich in der Claudia-de’-Medici-Straße unweit von Schloss Maretsch und steht seit 1951 unter Denkmalschutz.

## Architektur
Der Edelsitz umfasste ursprünglich vier Eckrondelle, von denen heute noch drei teilweise mit dem Haus verbunden sind. In einem der Eckrondelle ist eine Kapelle mit Interieur aus dem 16. Jahrhundert untergebracht. Ein Saal zeigt  Deckengemälde von Martin Knoller.

## Geschichte
Der ehemals „Zum Winkel“ genannte Hof wurde um 1488 vom Bozner Bürger Sigmund Gerstl („Sigmund Gerstl zu Gerstburg, burger in Botzenn“) erworben und für ihn zum Ansitz Gerstburg erhoben. Die Weihe der angebauten Kapelle geht auf das Jahr 1495 zurück. Mit Andre von Gerstburg zu Rafenstein starb die Familie im Jahr 1544 aus.
Von 1603 bis 1609 baute die damalige Besitzerfamilie von Giovanelli zu Gerstburg und Hörtenberg den südöstlichen Teil an. 1744 kauften die Herren von Menz den Ansitz, er wurde an die Huyn vererbt. Im Saal im 2. Stock befinden sich Fresken von Martin Knoller aus dieser Zeit (Einzug der rosenstreuenden Aurora, vor der die Nacht entflieht).